# Jean Bergeret

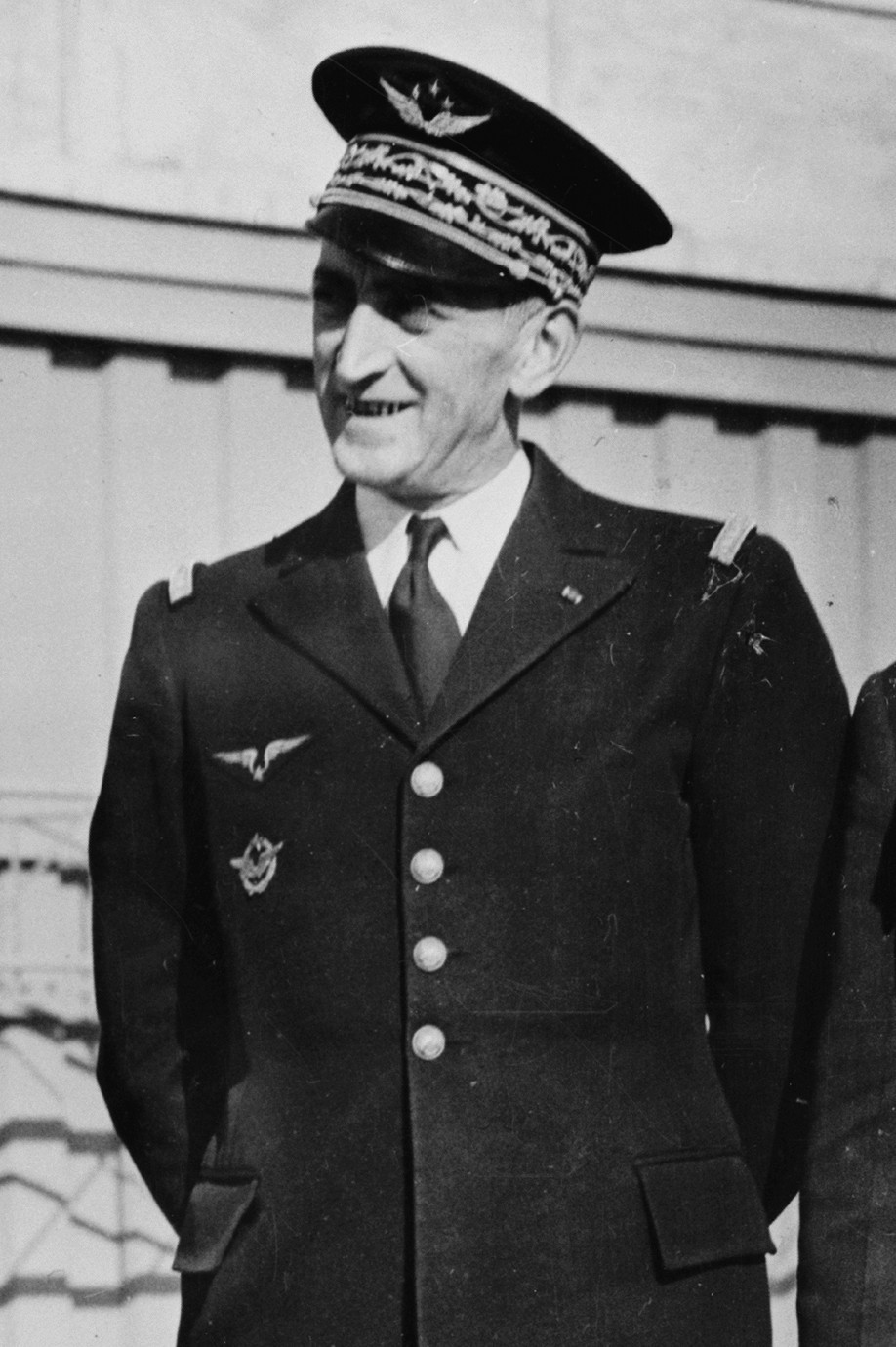
Jean Bergeret

Jean Bergeret (Gray (Haute-Saône), 23 augustus 1895 – Neuilly-sur-Seine, 30 november 1956) was een Franse militair.

## Loopbaan
Bergeret vocht mee tijdens de Eerste Wereldoorlog. In 1928 maakte hij de overstap naar de luchtmacht en werd hoofd van operaties bij de luchtmachtstaf en werd bevorderd tot brigadegeneraal. 
Bergeret nam in juni 1940 deel aan de onderhandelingen tijdens de Wapenstilstand van Compiégne als vertegenwoordiger van de luchtmacht. Hij was minister van Luchtmacht in het Vichy-regime van 6 september 1940 tot 19 april 1942 en werd vervolgens inspecteur van de luchtverdediging. Vlak voor Operatie Toorts werd hij chef-staf van François Darlan en was tot maart 1943 plaatsvervangend Hoge Commissaris voor Noord-Afrika. 
In oktober 1943 werd hij gearresteerd en werd tot september 1945 gevangen gehouden. Alle aanklachten tegen hem vervielen en hij keerde weer terug in dienst tot 1950. Hij beëindigde zijn carrière met de rang van général d'armée de l'Air.